# Jan Cieśliński (fizyk)
Jan Leszek Cieśliński (ur. 1960 w Opolu) – polski fizyk matematyczny, profesor nauk fizycznych, profesor Uniwersytetu w Białymstoku.

## Życiorys
W 1984 ukończył studia na Wydziale Fizyki Uniwersytetu Warszawskiego. Doktoryzował się w 1992 na macierzystej uczelni na podstawie rozprawy zatytułowanej: Geometria rozwiązań solitonów, której promotorem był Antoni Sym. Stopień naukowy doktora habilitowanego uzyskał w 1998 na UW w oparciu o pracę pt. Techniki algebraiczne w geometrii solitonów. Tytuł profesora nauk fizycznych otrzymał 27 marca 2014.
Jako nauczyciel akademicki związany z Uniwersytetem Warszawskim i od 1997 z Uniwersytetem w Białymstoku, na którym doszedł do stanowiska profesora. Na UwB pełnił funkcję dyrektora Instytutu Fizyki (1997–1999) i Instytutu Fizyki Teoretycznej (1999–2002). W kwietniu 2016 bez powodzenia ubiegał się o stanowisko rektora Uniwersytetu w Białymstoku, przegrywając w głosowaniu z Robertem Ciborowskim. W 2020 został dziekanem Wydziału Fizyki UwB w kadencji 2020–2024.
Specjalizuje się w fizyce matematycznej. Opublikował ok. 75 prac, wypromował jednego doktora nauk fizycznych.